# 모탈 컴뱃
《모탈 컴뱃》(Mortal Kombat)은 미드웨이 게임즈가 1992년 개발한 것을 시작으로 제작되고있는 대전 격투 게임 시리즈이다. 잔혹한 게임으로 유명하며 1995년 영화화되기도 하였다. 현재는 워너브라더스 인터랙티브에서 제작된다.

## 개요
모탈 컴뱃의 특징이 있다면 캐릭터의 모션을 그림으로 그려서 표현한 것이 아니라 사람이 일일이 동작을 촬영해서 만들었다. 초창기에는 리우 캉의 모션캡처 배우가 한국인인 박호성씨였다. 쟈니 케이지의 모션캡처 배우인 다니엘 페시나였다. 후속작에서 쟈니 케이지는 부활하지만 다른 배우를 고용했으며 모탈 컴뱃 11의 경우 영화판 모탈 컴뱃의 쟈니 케이지 역 배우인 린든 애쉬비를 고용했다.

## 시리즈 목록

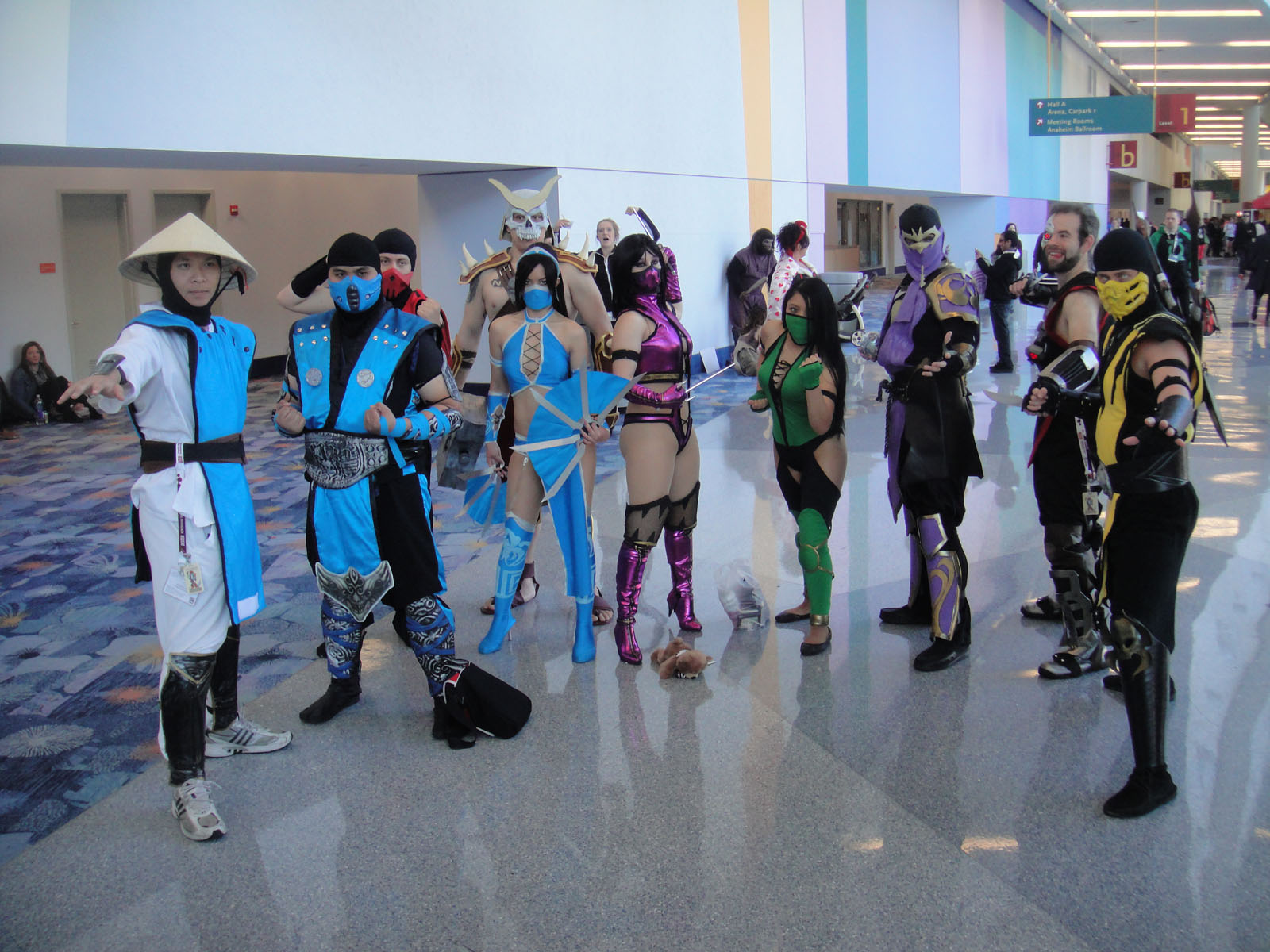

### 제1시간선 (원래 시간대)
- 모탈 컴뱃 (1992)
- 모탈 컴뱃 II (1993)
- 모탈 컴뱃 3 (1995)
  - 얼티밋 모탈 컴뱃 (1995)
  - 모탈 컴뱃 트릴로지 (1996)
- 모탈 컴뱃 4 (1997)
  - 모탈 컴뱃 골드 (1999)
- 모탈 컴뱃: 데들리 얼라이언스 (2002)
  - 모탈 컴뱃: 토너먼트 에디션 (2003)
- 모탈 컴뱃: 디셉션 (2004)
  - 모탈 컴뱃: 언체인드 (2006)
- 모탈 컴뱃: 아마게돈 (2006)

### 외전
- 모탈 컴뱃 미솔로지스: 서브제로 (1997)
- 모탈 컴뱃: 스페셜 포시스 (2000)
- 모탈 컴뱃: 샤오린 몽크스 (2005)
- 모탈 컴뱃: 아케이드 컬렉션 (2011)

### VS 시리즈
- 모탈 컴뱃 vs. DC 유니버스 (2008)

### 제2시간선 (대체 시간대)
- 모탈 컴뱃 (2011)
  - 모탈 컴뱃: 콤플리트 에디션 (2012)
- 모탈 컴뱃 X (2015)
  - 모탈 컴뱃 XL (2016)

- 모탈 컴뱃 11 (2019)

### 제3시간선 (현재 시간대)
- 모탈 컴뱃 1 (2023)

### 영화
- 모탈 컴뱃 (1995)
- 모탈 컴뱃 2 (1997)
- 모탈 컴뱃 (2021)

## 등장인물

### 모탈 컴뱃 (1992)
- 리우캉: 소림사에서 무술을 익히는 무술인.
- 쟈니 케이지: 잘난 척이 심한 영화배우
- 소냐 블레이드: 특수부대원으로 계급은 중위이다.
- 케이노: 범죄조직 두목으로 소냐 블레이드에게 쫓기고 있다.
- 서브 제로: 닌자
- 스콜피온: 닌자
- 라이덴: 인간의 몸을 빌어 이 세상에 강림한 뇌신이다.
- 고로: 쇼칸족이기 때문에 팔이 4개다. 중간보스.
- 샹청: 타락한 마법사로 다른 사람들의 영혼을 강탈해서 변신술을 구사할 수 있다. 변신술이 아닌 본인 고유의 기술은 장풍을 3번 연속 발사하는 것 하나뿐이다. 최종보스.

### 모탈 컴뱃 2
소냐 블레이드와 케이노가 샤오칸에게 잡혀간 관계로 출전하지 않는다.
- 키타나: 아웃월드의 공주이자 쿠노이치. 엄청난 미인이다.
- 밀리나: 키타나의 유전자와 타카탄족의 유전자를 합성한 키타나의 복제인간이자 쿠노이치. 입이 타카탄족처럼 생긴 것을 제외하면 엄청난 미인이다.
- 쿵라오: 라오 대왕의 마지막 후손.
- 렙타일: 닌자이지만 그 실체는 파충류이다.
- 잭스 브릭스: 소냐 블레이드의 직속상관으로 계급은 소령이다.
- 바라카: 밀리나와는 달리 100% 순혈 타카탄족이다.
- 킨타로: 고로와 마찬가지로 쇼칸족이며 고로보다 덩치가 훨씬 크고 성격도 훨씬 흉폭하다. 중간보스
- 샤오칸: 이 세계관에서 만악의 근원. 지구를 멸망시키기 위해 아웃월드에서 쳐들어왔다. 최종보스

### 모탈 컴뱃 3
라이덴은 육체를 봉인당했으며 쟈니 케이지는 사망했다.
- 신델: 나이는 수십만살이며 원래는 에데니아의 왕비였으나 샤오칸에게 에데니아의 왕이 살해당하자 샤오칸의 아내가 되기 싫어서 자살했다. 하지만 그걸 샹청이 되살려내서 샤오칸과 억지로 결혼시켰다. 키타나의 생모이다.
- 시바: 여성 쇼칸족으로 신델의 경호원이다. 샤오칸이 그 동안 부하로 사용해줬던 쇼칸족을 배신하고 쇼칸족의 불구대천지원수 종족인 켄타우로스 종족의 모타로를 총애하자 샤오칸을 죽이기로 결심한다. 고로나 킨타로가 비참한 최후를 맞이한 것과 달리 시바는 쇼칸족의 여왕이 된다. 얼굴이 미인이며 몸매도 엄청난 나이스바디지만 쇼칸족의 특성으로 인해 팔이 4개에 대머리이다.
- 스트라이커: 자경단원으로 라이덴에게 선택받은 전사 중 한 명이다.
- 나이트 울프: 아메리카 원주민으로 역시 라이덴에게 선택받은 전사 중 한 명이다.
- 사이렉스: 로봇 닌자. 닌자연합은 샹청에게 영혼을 빼앗기는 것을 방지하기 위해서 모든 닌자들을 죄다 로봇으로 만들었다. 그걸 유일하게 거절한 서브 제로는 파문당했다.
- 섹터: 로봇 닌자.
- 스모크: 로봇 닌자.
- 카발: 샤오칸의 공격으로 인하여 온몸이 뭉그러졌고 산소호흡기로 겨우 생명을 이어가는 처지로 전락했다. 이 때문에 샤오칸에 대한 원한이 극에 달한다.
- 모타로: 쇼칸족과 불구대천인 켄타우로스족으로 용맹을 인정받아 샤오칸의 친위대장이 되었다. 그러나 이 때문에 여자 쇼칸족인 시바가 샤오칸을 배신하게 된다. 중간보스.
- 눕 사이보트: 로봇 닌자.히든 캐릭터이다. 이름은 제작진 중 한 명인 에드 분의 분과 존 토비아스의 토비아스의 철자를 거꾸로 써서 만들었다.(분 → 눕, 토비아스 →사이보트)

## 같이 보기
- DC 유니버스